# Malu, Ialomița
Malu este un sat în comuna Sfântu Gheorghe din județul Ialomița, Muntenia, România.